# Póvoa de Penela
Póvoa de Penela é uma povoação portuguesa sede da Freguesia de Póvoa de Penela do Município de Penedono, freguesia com 9,28 km² de área e 337 habitantes (censo de 2021), tendo, por isso, uma densidade populacional de 36,3 hab./km²
Foi anexada ao extinto concelho de Trevões. Tinha, em 1801, 551 habitantes.

## Demografia
A população registada nos censos foi:
| Distribuição da População por Grupos Etários | Distribuição da População por Grupos Etários | Distribuição da População por Grupos Etários | Distribuição da População por Grupos Etários | Distribuição da População por Grupos Etários |
| -------------------------------------------- | -------------------------------------------- | -------------------------------------------- | -------------------------------------------- | -------------------------------------------- |
| Ano                                          | 0-14 Anos                                    | 15-24 Anos                                   | 25-64 Anos                                   | > 65 Anos                                    |
| 2001                                         | 63                                           | 62                                           | 200                                          | 107                                          |
| 2011                                         | 39                                           | 35                                           | 163                                          | 88                                           |
| 2021                                         | 46                                           | 33                                           | 160                                          | 98                                           |